# A Rainha Margot (livro)

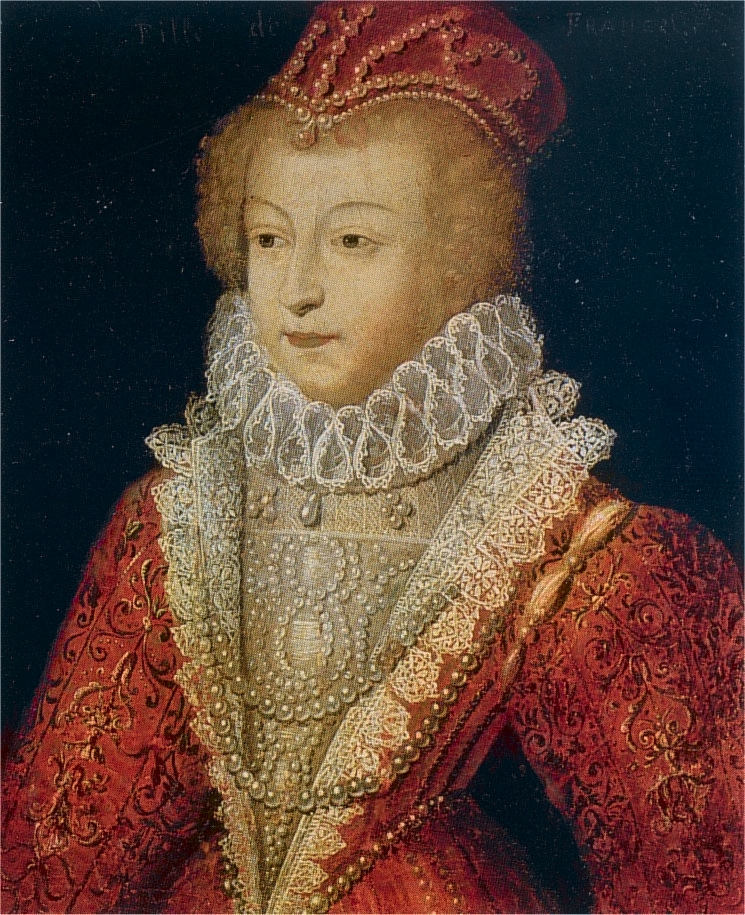
Margarida de Valois - A Rainha Margot

La Reine Margot (no Brasil e em Portugal, A Rainha Margot) é um romance histórico escrito por Alexandre Dumas e publicado em 1845. É a primeira parte de uma série de livros que se convencionou chamar Os Romances Valois, que é seguida por A Dama de Monsoreau e Os Quarenta e Cinco. A série abrange um período histórico que vai desde o final do reinado de Carlos IX, rei de França, com ênfase na perseguição aos huguenotes e na Noite de São Bartolomeu, (período abordado por A Rainha Margot) até o de seu irmão, Henrique III, último rei da dinastia Valois. Foi escrito em colaboração com Auguste Maquet.

## Contexto histórico
A ação do romance vai desde o casamento de Margarida de Valois, irmã do Rei Carlos IX de França, com Henrique de Navarra, futuro Rei Henrique IV de França, em 1572, até a morte de Carlos IX, em 1574.
Alexandre Dumas coloca em cena as intrigas palacianas, o assassinato de Gaspar II de Coligny, o massacre do Dia de São Bartolomeu, o idílio inventado entre a rainha de Navarra e o Conde de la Mole assim como a prática da tortura judiciária durante o Renascimento. Dumas faz da rainha Catarina de Médicis, mãe de Margarida e de Carlos IX, uma figura inquietante, que se serve de seu astrólogo e perfumista Côme Ruggieri para assassinar seus inimigos.

## Sinopse
Acerta-se o casamento entre Margarida de Valois e Henrique de Navarra, com o intuito de estabelecer a paz entre protestantes e católicos em uma época sacudida por guerras religiosas. O casamento da irmã de Carlos IX é ocasião para grandes festas na França e notadamente em Paris, onde o povo rejubila-se.
Nesta ocasião, o rei de Navarra e o almirante Gaspar II de Coligny reúnem a sua volta todos os grandes chefes huguenotes e creem em uma paz possível.

O Massacre de São Bartolomeu, segundo François Dubois

No entanto, para além da política, casam-se dois seres humanos que não se amam e pode-se observar, desde o início do romance, que cada um dos esposos possui outras ligações afetivas. Se a noite de núpcias não serve de ocasião para a consumação do casamento, ela é testemunha de uma aliança política estabelecida entre o rei e a rainha da Navarra, unidos pela mesma ambição pelo poder. A fidelidade (política) de Margarida em relação a seu marido é rápidamente provada, já que ela apela pela vida de Henrique quando do Massacre de São Bartolomeu, durante o qual Carlos IX, instigado por sua mãe, Catarina de Médicis, faz assassinar os grandes chefes protestantes reunidos em Paris para o casamento, com exceção dos príncipes de sangue, o Príncipe de Condé e o Rei de Navarra.
No entanto, o horrendo massacre faz também com que Margarida encontre o Conde de la Mole, senhor protestante vindo até Paris para oferecer seus serviços a Henrique de Navarra. Os dois estabelecem uma ligação amorosa. Porém a saúde de Carlos IX degrada-se, segundo Dumas devido ao veneno colocado por Catarina de Médicis nas folhas de um livro de caça endereçado a Henrique de Navarra e que o rei folheia indevidamente, suspeita-se de um complô e, já que há a necessidade de culpados, o amante de Margarida é preso, torturado e executado. Carlos IX morre e é sucedido pelo irmão, Henrique, coroado como Henrique III.